# Laurel (Nebraska)
Laurel ist eine City in Cedar County, Nebraska in den Vereinigten Staaten. Das U.S. Census Bureau hat bei der Volkszählung 2020 eine Einwohnerzahl von 972 ermittelt. Gemäß den Daten des United States Census Bureau umfasst das Gebiet eine Fläche von 2,4 km² Land.

## Geschichte
1890 sollte hier eine Kreuzung von 2 Eisenbahnstrecken entstehen. Daraufhin wurde Laurel im Jahr 1893 gegründet und hieß ursprünglich Claremont Junction. Der heutige Name geht auf Laura Martin zurück, die Tochter eines der Stadtgründer.

## Geographie
Laurel liegt am U.S. Highway 20 60 km westlich von Sioux City, Iowa und 70 km nordöstlich von Norfolk.

## Söhne und Töchter der Stadt
- James Coburn (1928–2002), Schauspieler
- Mark Calcavecchia (* 1960), professioneller Golfspieler